# Palazzo Mastiani Brunacci
Palazzo Mastiani Brunacci è un edificio storico di Pisa, situato in corso Italia.

## Storia
Il palazzo ha origini medievali e lo si trova descritto nell'elenco dei "Campioni delle case, orti ed altri stabili esistenti dentro il circondario di Pisa" del 1783. Prende il nome dalla famiglia nobile toscana che vi ha risieduto, i Mastiani Brunacci. La configurazione attuale dell'edificio risale principalmente agli interventi di ristrutturazione realizzati all'inizio del XIX secolo dall'architetto Alessandro Gherardesca. Il palazzo ospitò il salotto politico-letterario della contessa Elena Mastiani Brunacci, uno dei più prestigiosi della Pisa napoleonica, frequentato anche da Giacomo Leopardi. Nell'atto notarile redatto alla morte della contessa (1849), si legge che nel palazzo si trovavano due busti in marmo di Napoleone e della granduchessa Elisa, opera dello scultore Lorenzo Bartolini.
Fu il primo palazzo a Pisa a fare uso dell'elettricità. Nel 1905 vi fu aperto il "Cinematografo Artistico" da parte della Società generale artistica di Roma, uno dei primi cinema della città insieme al Lumière.
Nel corso del XX secolo, il palazzo è stato oggetto di diversi restauri per permettergli di ospitare l'Istituto nazionale della previdenza sociale (INPS) dal 1924 al 2002, e la Facoltà di informatica dell'Università di Pisa, affittuaria di alcuni ambienti dal 1970 e in seguito proprietaria dell'intero stabile dal 2002.
Nel 2023 l'edificio è stato venduto alla società modenese Impresa Generale Spa.

## Descrizione
L'edificio rappresenta un esempio del neoclassicismo ottocentesco e si estende su una superficie di circa 4 540 metri quadrati. Il palazzo conta al suo interno centodicotto ambienti e venti saloni, ancora oggi affrescati.
Sulla facciata, che presenta portali marcati in bugnato, campeggia lo stemma gentilizio della famiglia.
Comprende anche un elegante giardino che dà su via della Nunziatina, fatto realizzare dalla contessa Elena all'inizio del XIX secolo.